# Badminton bei den African Beach Games
Badminton stand bei den African Beach Games erstmals im Jahr 2023 im Programm der Spiele. Die Premierenaustragung 2019 fand ohne Badminton statt. 2023 wurden die Sieger in den vier Disziplinen Triple Herren, Triple Damen, Mixed Doppel und Mixed Team ermittelt.

## Austragungen
| Jahr | Austragungsort | Land                       | Datum                      | Nationen | Sportler |
| ---- | -------------- | -------------------------- | -------------------------- | -------- | -------- |
| 2019 | Sal            | Kap Verde – ohne Badminton | 14. bis 23. Juni 2019      | -        | -        |
| 2023 | Hammamet       | Tunesien                   | 24. Juni bis 30. Juni 2023 | 8        | 45       |
| 2027 |                | Äquatorialguinea           | 2027                       |          |          |